# مارسلوس (خواهرزاده آگوستوس)
مارسلوس (انگلیسی: Marcellus؛ 42 BC – 23 BC) اهل روم باستان بود. پسر ارشد گایوس کلودیوس مارسلوس و اکتاویای کوچک، خواهر آگوستوس (در آن زمان به نام اکتاویان شناخته می‌شد) بود. او خواهرزادهٔ آگوستوس و نزدیکترین خویشاوند مرد نسبت به آگوستوس بود و در نتیجه شروع به لذت بردن از پیشرفت سریع در حرفه سیاسی کرد. او نزد پسر دائی تیبریوس تحصیل کرد و با او به هیسپانیا رفت و در آنجا زیر نظر آگوستوس در جنگ‌های کانتابریا خدمت کردند. در ۲۵ قبل از میلاد او به رم بازگشت و در آنجا با دختر دائی اش ژولیای بزرگ که دختر امپراتور بود ازدواج کرد.